# Mark Dacascos
Mark Alan Dacascos, född 26 februari 1964 i Honolulu, är en amerikansk skådespelare och kampsportare. Han vann många karate- och kung fumästerskap i sin ungdom (7-18 år).

## Filmlista
- 1994 – Double Dragon
- 1995 – Crying Freeman
- 1998 – Drive
- 1998 – No Code of Conduct
- 2003 – Cradle 2 the Grave